# Newton Harcourt
Newton Harcourt – wieś w Anglii, w hrabstwie Leicestershire, w dystrykcie Harborough. Leży 10 km na południowy wschód od miasta Leicester i 134 km na północny zachód od Londynu.